# Himantolophus litoceras
Himantolophus litoceras is een straalvinnige vissensoort uit de familie van de voetbalvissen (Himantolophidae). De wetenschappelijke naam van de soort is voor het eerst geldig gepubliceerd in 2010 door Stewart & Pietsch.